# Nicolas Flamel

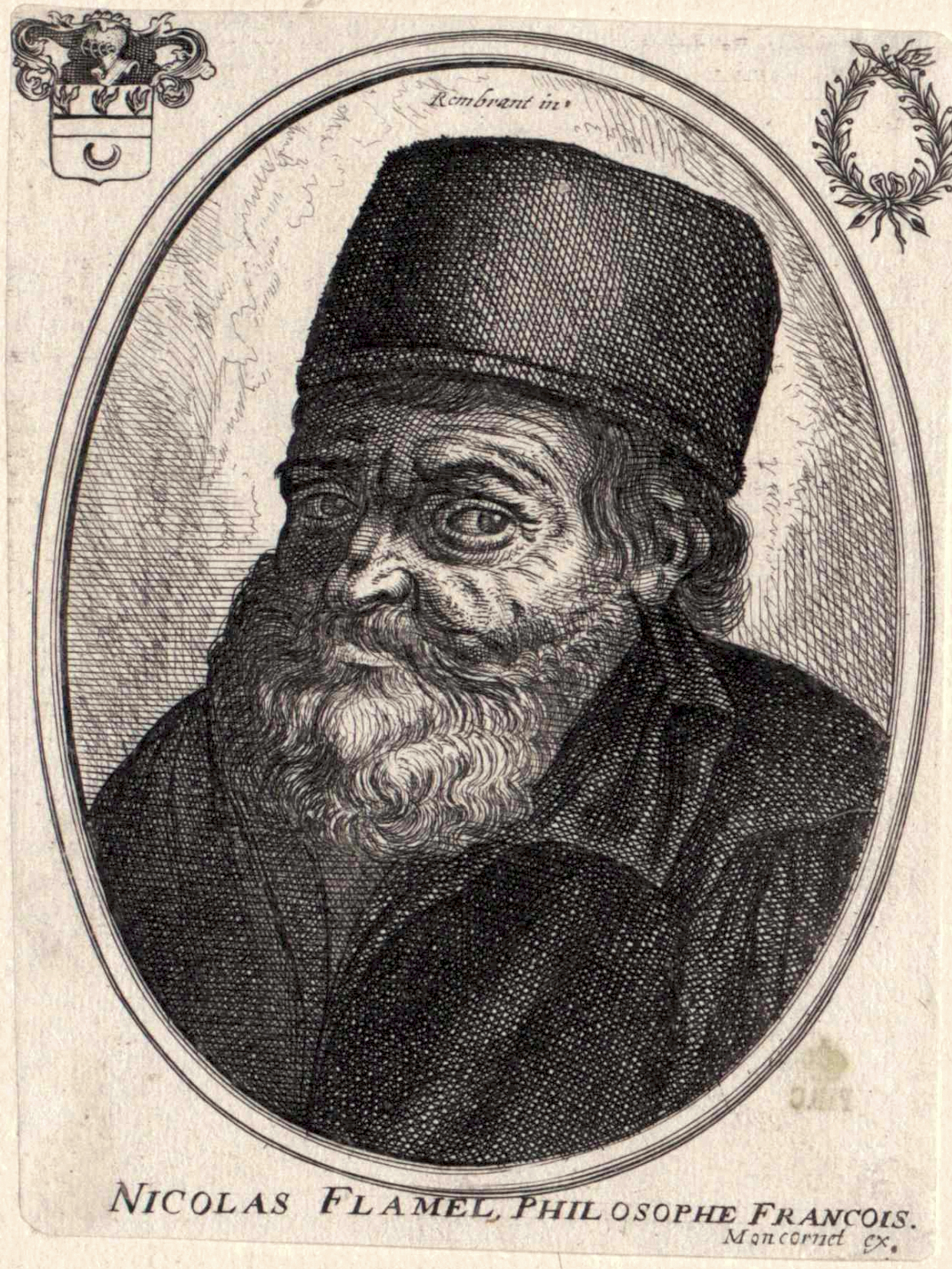
Nicolas Flamel

Nicolas Flamel także Nicholas Flamel (ur. 1330 w Pontoise, zm. 1418 w Paryżu) – francuski alchemik, prawnik i pisarz przysięgły.
Flamel interesował się praktykami alchemicznymi Egipcjan, Greków i w mniejszym stopniu Arabów. Legenda oparta na pismach samego Flamela głosi, że jako pierwszy stworzył kamień filozoficzny – substancję zmieniającą m.in. metal w czyste złoto oraz główny składnik eliksiru długowieczności. Jego żona, Perenelle, przez 20 lat pomagała Flamelowi w odczytaniu manuskryptu alchemicznego, jednak wysiłki te nie zostały zwieńczone sukcesem. Antoine Lavoisier, osiemnastowieczny chemik francuski, obalił metodami naukowymi trwające kilkaset lat przekonanie, że można metodami chemicznymi przemienić jeden pierwiastek w inny (obecnie wiemy, że taki proces jest możliwy w przemianach jądrowych).
Dzięki pochodzącemu z 1416 roku testamentowi mieszczanina możliwe jest oszacowanie wielkości i źródła jego majątku. Przypuszcza się, że zaczątek swojej fortuny zdobył on po 1394 roku dzięki udziałowi w podejrzanych aferach finansowych związanych z wygnaniem Żydów z Paryża. Głównym zajęciem Flamela była jednak spekulacja mieszkaniowa – budował on na świeżo włączonych w obręb murów miejskich przedmieściach domy czynszowe, wynajmując znajdujące się w nich mieszkania poszukującym dachu nad głową, ubogim paryżanom. Podobnie postępował z przejętymi, istniejącymi już, lecz opuszczonymi bądź zrujnowanymi budynkami. Postępowanie to, które XV-wieczny kronikarz Guillebert de Metz nazwał działalnością charytatywną, było w istocie skutecznym sposobem na pomnażanie majątku. We wspomnianym już testamencie Nicolas Flamel zapisał każdemu z trzydziestu swoich lokatorów pewną sumę jałmużny, którą ci mieli potrącić sobie z czynszu.
Nicolas jest bohaterem książki pod tytułem Sekrety Nieśmiertelnego Nicholasa Flamela.

## Nicolas Flamel w kulturze
Postać Nicolasa Flamela pojawiła się między innymi w:
- grze Assassin’s Creed: Unity
- Boży bojownicy – Andrzej Sapkowski
- Century: Miasto wiatru – Pierdomenico Baccalario
- Czara wyroczni – Judith Merkle Riley
- Fullmetal Alchemist – Hiromu Arakawa
- Harry Potter i Kamień Filozoficzny – J.K. Rowling
- filmie Jako w piekle tak i na Ziemi
- Katedra Marii Panny w Paryżu – Wiktor Hugo
- Kod Leonarda da Vinci – Dan Brown
- Lux perpetua – Andrzej Sapkowski
- Sekrety nieśmiertelnego Nicholasa Flamela – Michael Scott
- Mistrz kaligrafii – Edward Docx
- Kroniki Archeo. Sekret Wielkiego Mistrza – Agnieszka Stelmaszyk
- Fantastyczne zwierzęta: Zbrodnie Grindelwalda – J.K. Rowling
- Żarna niebios – Maja Lidia Kossakowska
- Szmaragdowa tablica (ISBN 978-83-7510-999-3) – Carla Montero